# Jérôme Leuba
Pour les articles homonymes, voir Leuba.
 (août 2022).
Si vous disposez d'ouvrages ou d'articles de référence ou si vous connaissez des sites web de qualité traitant du thème abordé ici, merci de compléter l'article en donnant les références utiles à sa vérifiabilité et en les liant à la section « Notes et références ».
En pratique : Quelles sources sont attendues ? Comment ajouter mes sources ?
Jérôme Leuba est un artiste suisse et français, né en 1970 à Genève où il vit.

## Éléments biographiques
Après avoir obtenu une maturité cantonale d'Arts visuels à Genève en 1991, il suit à partir de 1992 des cours à l'École supérieure d'art visuel de Genève dans l'atelier de Silvie Defraoui et obtient son diplôme en 1997. Il poursuit avec un post-grade en cinéma et tourne quelques documentaires dont un portrait de l'écrivain et réalisateur belge Jean-Philippe Toussaint ainsi qu'un long métrage, Gaule, entre 2002 et 2003 .
Cet artiste pluridisciplinaire pratique la photographie, la vidéo, l'installation et ce qu'il désigne par le terme de living sculptures, plus communément assimilé à de la performance. Depuis 2004, il développe un corpus d’œuvres sous l'appellation générique de #battlefield qui s’intéressent aux zones de conflits de nos réalités contemporaines et visuelles (visibilités/invisibilité) créant des images ambigües qui révèlent l’état de nos regards actuels.

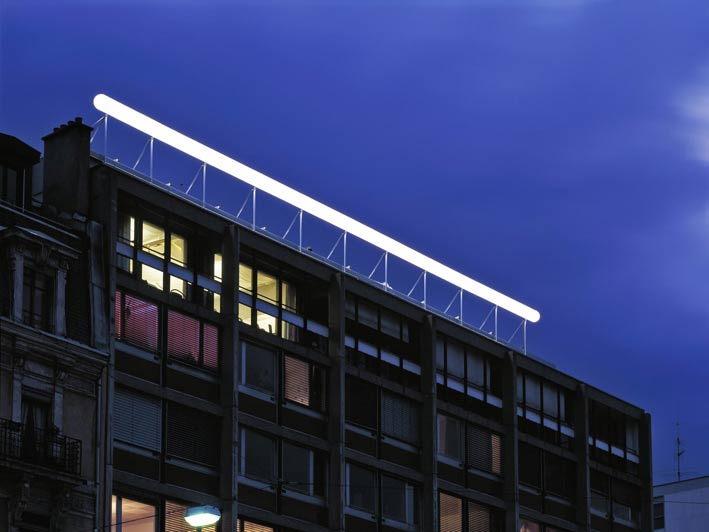
Œuvre de Jérôme Leuba dans l'espace public : Breath, Installation lumineuse (aujourd'hui détruite), dans le cadre de Neon Parallax, 2007.

Jérôme Leuba a exposé sous forme monographiques ou collectives en Suisse et dans de nombreuses villes d'Europe ainsi qu'en Asie. Les principales institutions l'ayant accueilli sont : le Mamco à Genève, le Casal Solleric à Palma de Majorque, le Martin Gropius Bau de Berlin, le Fotomuseum à Winterthur, le Kunsthaus de Zurich, le Pori Art Museum en Finlande, le Centre d’Art de Neuchâtel, le Modern Art Oxford, le Profile Foundation de Varsovie et le Marta Museum d’Herford. Il a bénéficié de résidences à Paris, Berlin et Johannesburg. Il est lauréat à deux reprises du Prix Fédéral d'Art Suisse (Swiss Art Award), en 2005 et en 2007, année où il réalise sa première œuvre in situ, Breath, pour le projet Neons Parallax sur la plaine de Plainpalais. Il reçoit également le Prix culturel Manor (2007) et le prix Irène Reymond (2010).

## Expositions personnelles et collectives (sélection)
- Triennale du Valais, Suisse, 2017
- Le Pori Art Museum, Finland, 2010
- Open End[3], cimetière des Rois, Genève, 2016
- Trait papier, essai sur le dessin contemporain. Musée des beaux-arts de La Chaux-de-Fonds, 2012.
- Blancpain Art Contemporain, Genève, 2010, 2014
- Open Space Art Cologne, Köln (madonna#fust projekt), 2008
- Mamco Musée d'art moderne et contemporain de Genève, 2005, 2007
- Centre culturel suisse à Paris, 1998, 2006
- Belluard Bollwerk International Festival, Fribourg, 2008
- Contemporary Art Center, Vilnius, Lithuania, 2009
- Substitut, Berlin, 2009
- UTOPICS, 11e Exposition Suisse de sculpture, Biel/Bienne, 2009
- Kunstmuseum Thun, 2009
- Fri-Art Kunsthalle, Fribourg
- Seedamm Kultur Zentrum, Pfäffikon
- CAN, Centre d’art Contemporain, Neuchâtel [4]; 2008, 2011, 2012
- Kunsthaus de Zurich, 2008
- Center for Contemporary Central European Art, Usti nad Labem, République Tchèque
- Association Forde, Genève
- OX Warehouse, Macao, Chine, 2006
- Centre of Art and Technology, Espoo, Finland ; 2006
- Cinémathèque/Film archive, Toulouse ;
- Martin Gropius Bau, Berlin ;
- Centre d'art contemporain (Genève)
- Videotage, Hong-Kong;
- Espace 60 Bonlieu, Annecy (avec Sylvie Baumann), etc.
- "Breath", projet Neon Parallax, installation lumineuse, Plaine de Plainpalais, Genève, 2007

Pour une bibliographie complète, se reporter au site de l'artiste.

## Films
- 2003 : GAULE, dv, 62 min, prod. Moshimoshifilms / Centre pour l’image contemporaine
- 1995 : À venir, 35 mm, 12 min, coul.
- 1993 : Toussaint de corps et d’esprit, 16 mm, 23 min, n/b,

## Audio
- 2003 : Talk show, 25 min performance in basic.ch[évasif] (internet radio)
- 2000 : Cache, cd, 45 min, 50 ex. numérotés, packaging Nelson López, présenté à Berlin/Genève

## Prix/Bourses
- 1994 : Prime de qualité pour Toussaint de corps et d’esprit, Affaires culturelles, État de Genève
- 2000-2002 : Atelier de la Ville de Genève à la Maison des arts du Grütli
- 2004 : Prime de qualité pour GAULE, Affaires culturelles, État de Genève
- 2005 : Prix concours fédéral d’art, Bâle, aide à la création, ville de Genève et Atelier-résidence cité internationale des arts, Paris
- 2007 : Prix du concours fédéral d'art, prix culturel Manor, prix du concours Neons
- 2010 : Prix de la Fondation Irène Reymond[6]

## Catalogues et publications

### Monographies
- (en) Fabrice Stroun, Jérôme Leuba : Battlefield, JRP Ringier, 2013, 112 p. (ISBN 978-3037642436)
- «Jérôme Leuba - battlefield # - only living sculptures 2007-2010». 2011. Text by Konrad Tobler. Collection Atelier Schönhauser Berlin. Ed. FCAC Genève. 2011, 60 pages, 600 ex.  (ISBN 9782970074618)
- « battlefield », Cahier de la Classe des Beaux-arts de Genève, 16 pages, 2005

1. ↑  « Jérôme Leuba »(Archive.org • Wikiwix • Archive.is • Google • Que faire ?), sur Swiss Films.
2. ↑  « Leuba, Jérôme », sur SIKART.
3. ↑  ildiko Dao, « Open End, cimetière des rois », Inferno,‎ 5 octobre 2016 (lire en ligne)
4. ↑  « Centre d'art contemporain de Neuchatel », sur can.ch.
5. ↑  « jeromeleuba.com », sur jeromeleuba.com.
6. ↑  « Prix Irène Reymond. Lauréats 2006-2011 » [PDF], sur Musée d'art de Pully, 2012 (consulté le 16 mars 2024)